# Маникюрные ножницы

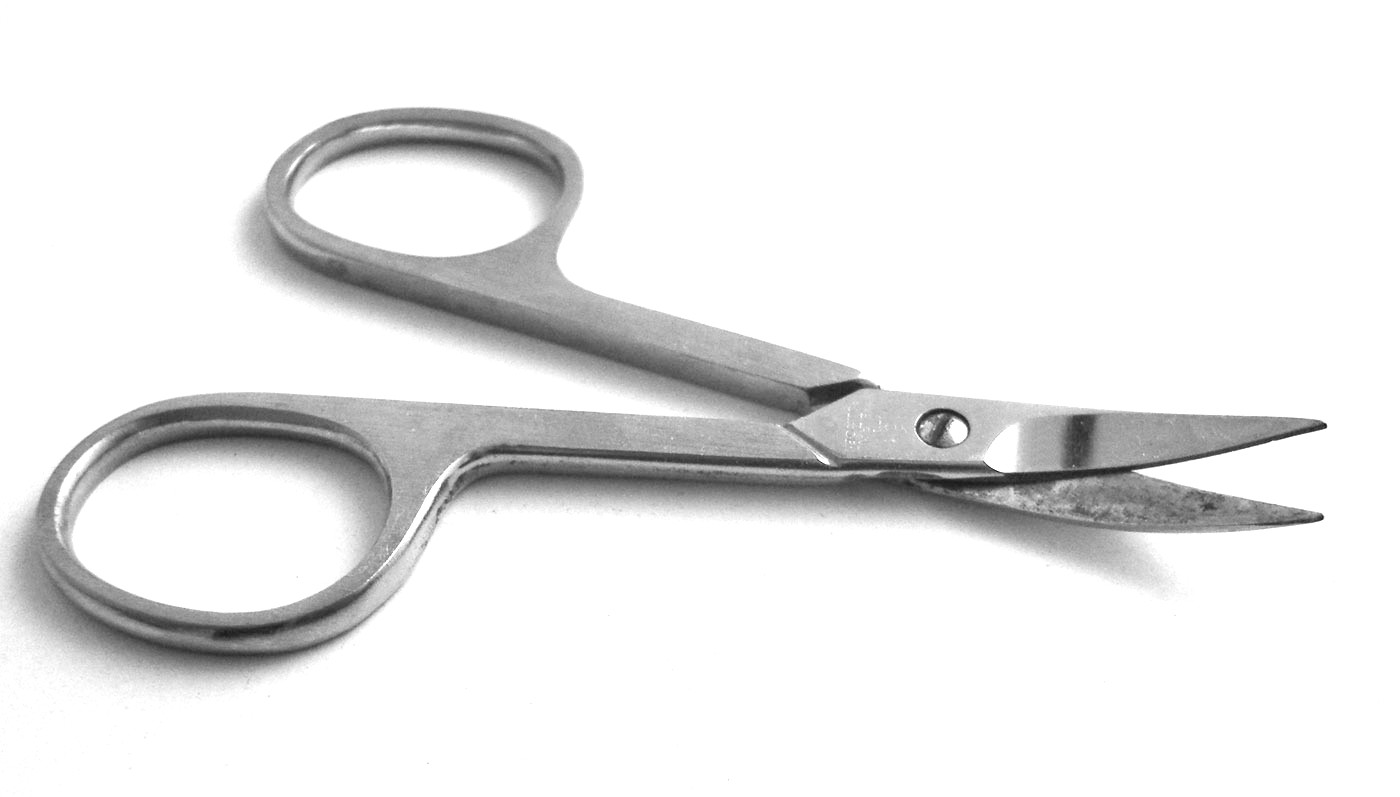
Классические маникюрные ножницы

Маникюрные ножницы — маленькие ножницы с несколько утолщёнными, слегка изогнутыми короткими лезвиями, предназначенные для обрезания ногтей. Существуют и варианты с более тонкими лезвиями, которыми удаляется покрывающая ногти кожа. Иногда концы обоих лезвий округлены, чтобы снизить опасность пореза, особенно при уходе за ногтями маленьких детей. Альтернативой ножницам являются кусачки (щипчики) для ногтей или пилка для ногтей.